# Bjorn Meijer
Bjorn Meijer (Groninga, Países Bajos, 18 de marzo de 2003) es un futbolista neerlandés que juega de defensa en el Club Brujas de la Primera División de Bélgica.

## Trayectoria
El 19 de abril de 2022 firmó un contrato de cuatro años con el Club Brujas de Bélgica.

## Estadísticas

### Clubes
Actualizado al último partido disputado el 6 de noviembre de 2024.
| Club                           | Div.          | Temporada     | Liga  | Liga  | Liga   | Copas nacionales | Copas nacionales | Copas nacionales | Copas internacionales | Copas internacionales | Copas internacionales | Total | Total | Total  |
| Club                           | Div.          | Temporada     | Part. | Goles | Asist. | Part.            | Goles            | Asist.           | Part.                 | Goles                 | Asist.                | Part. | Goles | Asist. |
| ------------------------------ | ------------- | ------------- | ----- | ----- | ------ | ---------------- | ---------------- | ---------------- | --------------------- | --------------------- | --------------------- | ----- | ----- | ------ |
| F. C. Groningen · Países Bajos | 1.ª           | 2020-21       | 1     | 0     | 0      | 0                | 0                | 0                | —                     | —                     | —                     | 1     | 0     | 0      |
| F. C. Groningen · Países Bajos | 1.ª           | 2021-22       | 22    | 2     | 2      | 3                | 0                | 0                | —                     | —                     | —                     | 25    | 2     | 2      |
| F. C. Groningen · Países Bajos | Total club    | Total club    | 23    | 2     | 2      | 3                | 0                | 0                | 0                     | 0                     | 0                     | 26    | 2     | 2      |
| Club Brujas · Bélgica          | 1.ª           | 2022-23       | 35    | 3     | 6      | 3                | 0                | 0                | 8                     | 1                     | 1                     | 46    | 4     | 7      |
| Club NXT · Bélgica             | 2.ª           | 2023-24       | 1     | 0     | 0      | —                | —                | —                | —                     | —                     | —                     | 1     | 0     | 0      |
| Club NXT · Bélgica             | Total club    | Total club    | 1     | 0     | 0      | 0                | 0                | 0                | 0                     | 0                     | 0                     | 1     | 0     | 0      |
| Club Brujas · Bélgica          | 1.ª           | 2023-24       | 27    | 2     | 1      | 5                | 0                | 1                | 9                     | 0                     | 1                     | 41    | 2     | 3      |
| Club Brujas · Bélgica          | 1.ª           | 2024-25       | 1     | 0     | 0      | 1                | 1                | 0                | 1                     | 0                     | 0                     | 3     | 1     | 0      |
| Club Brujas · Bélgica          | Total club    | Total club    | 63    | 5     | 7      | 9                | 1                | 1                | 18                    | 1                     | 2                     | 90    | 7     | 10     |
| Total carrera                  | Total carrera | Total carrera | 87    | 7     | 9      | 12               | 1                | 1                | 18                    | 1                     | 2                     | 117   | 9     | 12     |

## Palmarés

### Títulos nacionales
| Título                      | Club        | País    | Año  |
| --------------------------- | ----------- | ------- | ---- |
| Supercopa de Bélgica        | Club Brujas | Bélgica | 2022 |
| Primera División de Bélgica | Club Brujas | Bélgica | 2024 |
| Copa de Bélgica             | Club Brujas | Bélgica | 2025 |
| Supercopa de Bélgica        | Club Brujas | Bélgica | 2025 |